# آشفورد (نبراسکا)
آشفورد (به انگلیسی: Ashford) یک منطقهٔ مسکونی در ایالات متحده آمریکا است که در نبراسکا واقع شده‌است. در این شهر یک انجمن در شهرستان بانر، نبراسکا، ایالات متحده قرار دارد. اشفورد به خاطر اولین پستش، ویلیام اشرف، نامگذاری شد.
در تاریخ ۲۵ ژانویه ۱۸۸۹ به عنوان محل اقامت موقت شهرستان بانر نامگذاری شد و اداره پست آن در اکتبر ۱۸۸۸ افتتاح شد و در ۲۴ ژوئیه ۱۹۰۲ بسته شد